# František Hossa
František Hossa, född 13 september 1954, är en slovakisk ishockeytränare och före detta ishockeyspelare. Hossa var förbundskapten för Slovakiens herrlandslag i ishockey mellan 2002 och 2006. Han är far till Marcel Hossa och Marián Hossa som båda spelar i NHL.